# 행동적 타게팅
행동적 타게팅(behavioral targeting)은 온라인 판매자와 광고자가 그들 기업의 효과성을 증가시키기 위해 사용하는 기술이다. 개인의 흥미와 관심을 이해하여 그들의 행동에 맞는 광고를 노출시키기 위하여 그들의 클릭 스트림(한 사람이 인터넷에서 보내는 시간 동안 방문한 웹사이트를 기록한 것)을 추적한다. 기업은 고객이 머물렀던 페이지, 머문 시간, 구매 내역과 같은 이전 데이터를 통해 고객의 행동적 특징에 대하여 분석하고 고객이 관심을 가지는 서비스나 제품에 대한 광고 및 컨텐츠를 보여준다. 효율적인 마케팅이 가능하나 개인의 사생활이 침해된다는 단점이 있다.